# Санта-Ана (кантон, Коста-Рика)
Санта-Ана (исп. Santa Ana) — кантон в провинции Сан-Хосе Коста-Рики.

## География
Находится в северной части провинции. Граничит на севере с провинцией Алахуэла. Административный центр — Санта-Ана.

## Округа
Кантон разделён на 6 округов:
1. Санта-Ана
2. Салитраль
3. Посос
4. Урука
5. Пьедадес
6. Брасиль